# Самсонов, Алексей Михайлович
Алексе́й Миха́йлович Самсо́нов (род. 1957, Яранский район, Кировская область) —  прокурор Калининградской области (2006—2013) и Республики Калмыкия (2014—2018), государственный советник юстиции 2 класса.

## Биография
Родился в 1957 году в деревне Красные Орлы Яранского района Кировской области. В 1982 году окончил Харьковский юридический институт, в том же году принят на службу в органы прокуратуры Кировской области, где работал на разных должностях.
С 2002 года — заместитель, а с 2004 года — первый заместитель прокурора Удмуртской Республики. В 2006 повышен до прокурора Калининградской области.
С 2014 года — прокурор Республики Калмыкия, на этом посту он сменил Сергея Табельского. 7 ноября 2017 года, в прямом эфире местной телекомпании Самсонов заявил о скором увольнении из органов прокуратуры. В январе 2018 года приказом Генерального прокурора Российской Федерации и Указом Президента Российской Федерации, был освобожден от должности прокурора Республики Калмыкия и уволен из органов прокуратуры в отставку в связи с выходом на пенсию по выслуге лет. В начале 2018 года обязанности и. о. прокурора республики исполнял Сергей Жилин. В силу обстоятельств, сменить Самсонова должен был зять высокопоставленного прокурора Виктора Гриня Роман Никифоров, позже на должность нового прокурора Калмыкии предлагался первый заместитель прокурора Тюменской области Роман Тютюник.

## Награды
- Нагрудный знак «Почётный работник прокуратуры Российской Федерации»
- Медаль «290 лет прокуратуре России»
- Именное огнестрельное оружием
- «Почетная грамота Генерального прокурора России», вручена, при участии зам. генпрокурора по ЮФО Андрея Кикотя[10], начальником управления Генеральной прокуратуры Российской Федерации в Южном федеральном округе Сомовым К. С. в 2018 году[11].

## Отзывы
На посту прокурора Калининградской области Самсонов сменил, по утверждению «Комсомольской правды», скандального прокурора Владимира Зиныка, в пику ему, и как тезку основателя династии Романова Алексея Михайловича, Самсонова местные депутаты называли «Тишайший». На фоне предыдущего прокурора, Самсонов произвел впечатление «достаточно вменяемого человека». «Скромняга, ничего не скажешь!», так характеризовали кадровую политику застенчивого Алексея Михайловича в 2007 году, вспоминая его прошлогоднее выступление в облдуме:

Новый прокурор Калининградской области Алексей Самсонов производит впечатление интеллигентного человека. «В органах прокуратуры работаю с 1982 года. Всегда на должности меня направляло руководство. Сам я никуда не рвался. Предложили приехать в Калининград, я и приехал» — скромничал прокурор Самсонов. — «Комсомольская правда», 2006.
Позже журналисты Калининградской области обращали внимание на высокую трудоспособность Алексея Самсонова, отметив, что, несмотря на неприметное начало деятельности в регионе, за семь лет прокурор добился впечатляющих результатов. В 2017 году Самсонов принял важное, по его заверению, самостоятельное кадровое решение, это было решение о собственной отставке:

«Я хочу сказать, что это мое личное, добровольное решение. Оно не обусловлено какими-то указаниями сверху», — прокомментировал Алексей Самсонов ГТРК «Калмыкия».

## Комментарии
1. ↑  Деревня Орловские (Красные Орлы) входила в состав Лумского сельсовета Яранского (в 1935—1956 годы — Салобелякского) района, располагалась в 1,5-2 км от Побекнура; исчезла в 1960-е годы[1].